# Elias Engholm
Elias Engholm, född 12 april 1998, är en svensk bandyspelare från Borlänge som spelade i Elitserien med AIK under säsongen 2019/2020. Tidigare klubbar är Borlänge bandy (nuvarande Peace & Love City), Falu BS samt IFK Rättvik. Han har även representerat Sverige i ungdomslandslagen i P-15, P-17 samt P-19.